# Rafael Coderch i Serra
Rafael Coderch i Serra (Figueres, Alt Empordà, 1 d'agost de 1859 - Logronyo, 25 de maig de 1941) fou un enginyer i polític català, diputat a les Corts Espanyoles durant la restauració borbònica
Llicenciat en enginyeria, milità en el Partit Republicà Democràtic Federal, amb el qual fou elegit diputat pel districte de Figueres en substitució de Francesc Pi i Margall a les eleccions generals espanyoles de 1901. Va publicar diversos articles en castellà a la Revista de Obras Públicas i al butlletí de la Cambra Agrícola de l'Empordà sobre infraestructures de ferrocarrils i ponts.